# Медійна реклама
Медійна (дисплейна) реклама (англ. Display advertising) — сучасний вид візуальної маркетингової комунікації, сукупність засобів, інструментів, технологій, пов'язаних з передачею комерційної інформації в мас-медіа.
Медійна реклама — результативний інструмент віртуального позиціювання, закріплення бренду, логотипу (торговельної марки, товарного знаку) у свідомості потенційних споживачів. Використання медійної реклами дозволяє налагодити прямий діалог з покупцем.

## Історія
З часів появи технологій інтернет повністю змінив ставлення людей до реклами. Зі зниженням цін на комп’ютери онлайн-контент став доступним для значної частини населення світу. Ця зміна змінила спосіб впливу людей на засоби масової інформації та рекламу та призвела до створення онлайн-каналів просування, за допомогою яких реклама може потрапити до користувачів.
Першим типом відносин між вебсайтом та рекламодавцем було пряме партнерство. Ця модель партнерства передбачає, що рекламодавець, який рекламує продукт або послугу, оплачує вебсайту (також відомому як видавець) безпосередньо за певну кількість показів оголошення. З часом видавці почали створювати тисячі вебсайтів, що призвело до мільйонів сторінок з непроданим рекламним простором. Це породило новий набір компаній під назвою Ad Networks або Рекламна Мережа. Рекламна мережа виступала посередником, купуючи непроданий рекламний простір у кількох видавців та упаковуючи їх у аудиторії, які продаються рекламодавцям. Ця друга хвиля відносин між рекламодавцями та видавцями швидко набула популярності, оскільки була зручною та корисною для покупців, які часто виявляли, що платять нижчу ціну, але отримують розширені можливості націлювання через рекламні мережі.
Третя і остання велика подія, яка сформувала екосистему рекламодавця-видавця, коли відбулося широке впровадження технології RTB (торгів у режимі реального часу). Також називається програмним призначенням ставок, RTB дозволила компаніям, що представляють покупців та продавців, робити ставки за ціну, щоб показувати оголошення користувачеві кожного разу, коли завантажується банер. Коли сторінка завантажується під час відвідування користувача, рекламодавці отримують тисячі ставок для показу оголошення цьому користувачеві на основі індивідуальних алгоритмів кожної компанії. З цією останньою зміною галузі все більше і більше оголошень продається на основі одного показу, на відміну від масових покупок.
День народження першого банера у Всесвітній мережі був 27 жовтня 1994 р. Він з’явився в HotWired, першому комерційному інтернет-журналі. 

## Елементи медійної реклами
- Буквені символи (текст).
- Зображення (flash-зображення).
- Анімація.
- Відеоролики.
- Аудіо матеріали.
- Фотографії.
- Інформація щодо місцезнаходження певного об'єкта на карті.
- Інша графіка.

## Формати медійної реклами
- Банери (Gif, Flash веббанери) статичні, анімовані, з двома Flash-роликами.
- Тизери.[6]
- Рекламні модулі — «поп-андери» (pop-under).
- Інтерактивні річ-медіа (rich-media).
- Рекламні онлайн-модулі (top-line).[6]

## Місця розташування медійної реклами
- Пошукові системи.
- Електронна пошта.
- Соціальні мережі.
- Відомі сайти, блоги, ютуб-канали (новинні, розважальні, освітні, комерційні тощо).
- Файлообмінні додатки.
- Біржі контентів, посилань.
- Інші мас-медіа.

## Показники ефективності медійної реклами
- Масштаб аудиторії — загальна кількість потенційних користувачів цільової рекламної мережі.
- Показник CTR (рейтинг) — кількість натискань відвідувачів сайту на онлайн-повідомлення.
- Показник BCR- кількість відмов у подальшому перегляді сайту після ознайомлення користувача з першою його сторінкою (виражена у відсотках).
- Показник CVR (конверсії) — кількість завершених дій, пов'язаних з медіа повідомленням (виражена у відсотках).
- Показник ROI — відношення показника отриманих вигід до суми інвестицій у медійну рекламу.[7]